# Zweedse parlementsverkiezingen 1979

Resultaten per kiesdistrict, volgens belang (gewicht) van elk district. Elk kiesdistrict heeft de kleur van die partij die in het desbetreffende kiesdistrict het grootste aantal stemmen heeft gehaald.

Op 16 september 1979 kiezen de Zweden een nieuw parlement.
Na de verkiezingen van 1976 halen de niet-socialistische partijen een meerderheid in het parlement. Een regering, aangevoerd door centrumleider Thorbjörn Fälldin, wordt gevormd. De Centerpartiet (C) blijft in 1976 de grootste niet-socialistische fractie in het parlement, mede dankzij haar tegenstand tegen kernenergie. Twee jaar later, in 1978, komt het tot onenigheid in de regering. De conservatieve en liberale coalitiepartner zijn echter wel voorstander van kernenergie. Fälldin neemt ontslag en een interim-regering onder leiding van de leider van de Folkpartiet (FP), Ola Ullsten, treedt aan.

## Resultaten en regeringsvorming
Tegen de verwachtingen in, slagen de drie centrumrechtse partijen (C, FP en M) er bij de verkiezingen van 1979 alsnog in hun meerderheid te behouden. Lange tijd – tot de herverkiezing van de regering Reinfeldt in 2010 – blijft dit de enige herverkiezing van een niet-socialistische regering in Zweden sinds de jaren 1920.
De grootste winst (bijna 5%) is er voor de conservatieve partij, de Moderata samlingspartiet (M). De Moderaterna worden daarmee de grootste partij van het niet-socialistische blok, een positie die de partij tot vandaag inneemt. Ook de grootste verliezer moeten we zoeken in het centrumrechtse blok: de Centerpartiet verliest 6%. Vanaf 1979 zal de C aanhang verliezen bij elke stembusslag tot het begin van de jaren 2000. Desalniettemin wordt de leider van de Centerpartiet, Fälldin, eerste minister.
| Partij                             | Partijleider      | Stemmen   | %        | ± %      | Zetels | ± Zetels |
| ---------------------------------- | ----------------- | --------- | -------- | -------- | ------ | -------- |
| Socialdemokraterna (S)             | Olof Palme        | 2 356 234 | 43,24%   | ▲0,49%   | 154    | ▲2       |
| Moderaterna (M)                    | Gösta Bohman      | 1 108 406 | 20,34%   | ▲4,75%   | 73     | ▲18      |
| Centerpartiet (C)                  | Thorbjörn Fälldin | 984 589   | 18,07%   | ▼6,01%   | 64     | ▼22      |
| Folkpartiet (FP)                   | Ola Ullsten       | 577 063   | 10,59%   | ▼0,47%   | 39     | ▼1       |
| Vänsterpartiet kommunisterna (VpK) | Lars Werner       | 305 420   | 5,61%    | ▲0,86%   | 20     | ▲3       |
| Kristen Demokratisk Samling (KDS)  | Alf Svensson      | 75 993    | 1,39%    | ▼0,03%   | 0      | —        |
| Overige partijen                   | —                 | 40 933    | 0,75%    | —        | 0      | —        |
| Geldige stemmen                    | —                 | 5 488 638 | 100%     | —        | —      | —        |
| Ongeldige stemmen                  | —                 | 31 488    | —        | —        | —      | —        |
| Totaal                             | Totaal            | 5 480 126 | (90,72%) | ▼(1,04%) | 349    | —        |

1911 · 1914 · 1917 · 1920 · 1921 · 1924 · 1928 · 1932 · 1936 · 1940 · 1944 · 1948 · 1952 · 1956 · 1958 · 1960 · 1964 · 1968 · 1970 · 1973 · 1976 · 1979 · 1982 · 1985 · 1988 · 1991 · 1994 · 1998 · 2002 · 2006 · 2010 · 2014 · 2018 · 2022